# Fairburn Tower

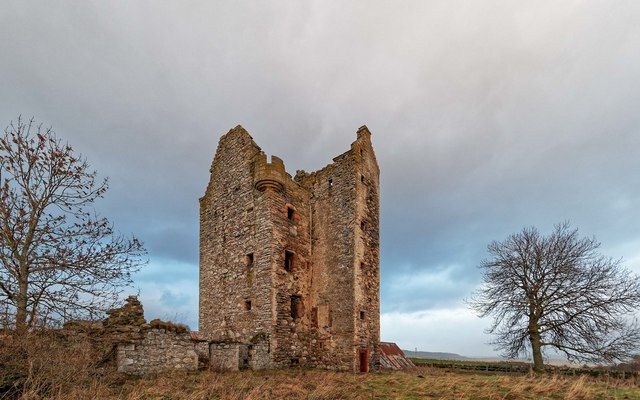
Fairburn Tower

Fairburn Tower ist ein Tower House nahe der schottischen Ortschaft Marybank in der Council Area Highland. Das Bauwerk wurde 1971 in die schottischen Denkmallisten in der höchsten Denkmalkategorie A aufgenommen.

## Geschichte
Murdoch MacKenzie erwirkte im Juli 1539 eine Urkunde von Jakob V., welche ihn als Laird von Fairburn einsetzte. Hiermit begründete er den Clan-Zweig der MacKenzies of Fairburn. MacKenzie, der auch als einer der Kammerdiener Jakobs fungierte, erhielt im April 1542 Fairburn als Lehen, das 1548 durch Maria Stuart bestätigt wurde. Die ältesten Fragmente von Fairburn Tower ließ MacKenzie vermutlich um diese Zeit errichten. Aufgrund seiner Detaillierung und der fortschrittlichen Defensivwerke ist von verhältnismäßig hohen Baukosten auszugehen. Zur besseren internen Organisation wurde der Wehrturm im Laufe des 17. Jahrhunderts umgestaltet. Vermutlich um 1700 wurde der Küchenflügel ergänzt. Um 1800 ließen die MacKenzies in der Nähe das Herrenhaus Fairburn House (damals Muirton House) errichten. Vermutlich wurde Fairburn Tower in der Folge aufgegeben. Der Verfall zur Ruine wurde durch die Entnahme von Steinmaterial beschleunigt. Von 2020 bis 2022 wurde das Tower House restauriert.
1987 wurden die Außenanlagen in das Inventory of Gardens and Designed Landscapes in Scotland aufgenommen.

## Beschreibung
Fairburn Tower steht rund zwei Kilometer südwestlich von Marybank zwischen den Flüssen Orrin und Conon. Mit Kinkell Castle steht ein weiteres Tower House des MacKenzies rund neun Kilometer östlich. Sein Feldstein-Mauerwerk ist mit Harl verputzt. Ursprünglich bestand Fairburn Tower aus einem Turm mit länglichem Grundriss. Ein Treppenturm an der Südseite wurde im 17. Jahrhundert ergänzt. Das Gewölbe im Erdgeschoss war ursprünglich nicht von außen zugänglich. Der Zugang erfolgte durch ein Portal im ersten Obergeschoss, welches durch den Anbau des Treppenturms, an dessen Fuße sich das schlicht eingefasste, aktuelle Portal befindet, verdeckt wird. Im Erdgeschoss sind verschiedentlich Schießscharten in das Mauerwerk eingelassen. Auf Traufhöhe kragen zwei Tourellen aus. Der Treppenturm ist mit giebelständigem Kamin ausgeführt. Die Dächer sind mit grauem Schiefer eingedeckt. An der Ostseite schließt sich der eingeschossige, reetgedeckte Küchenflügel an.

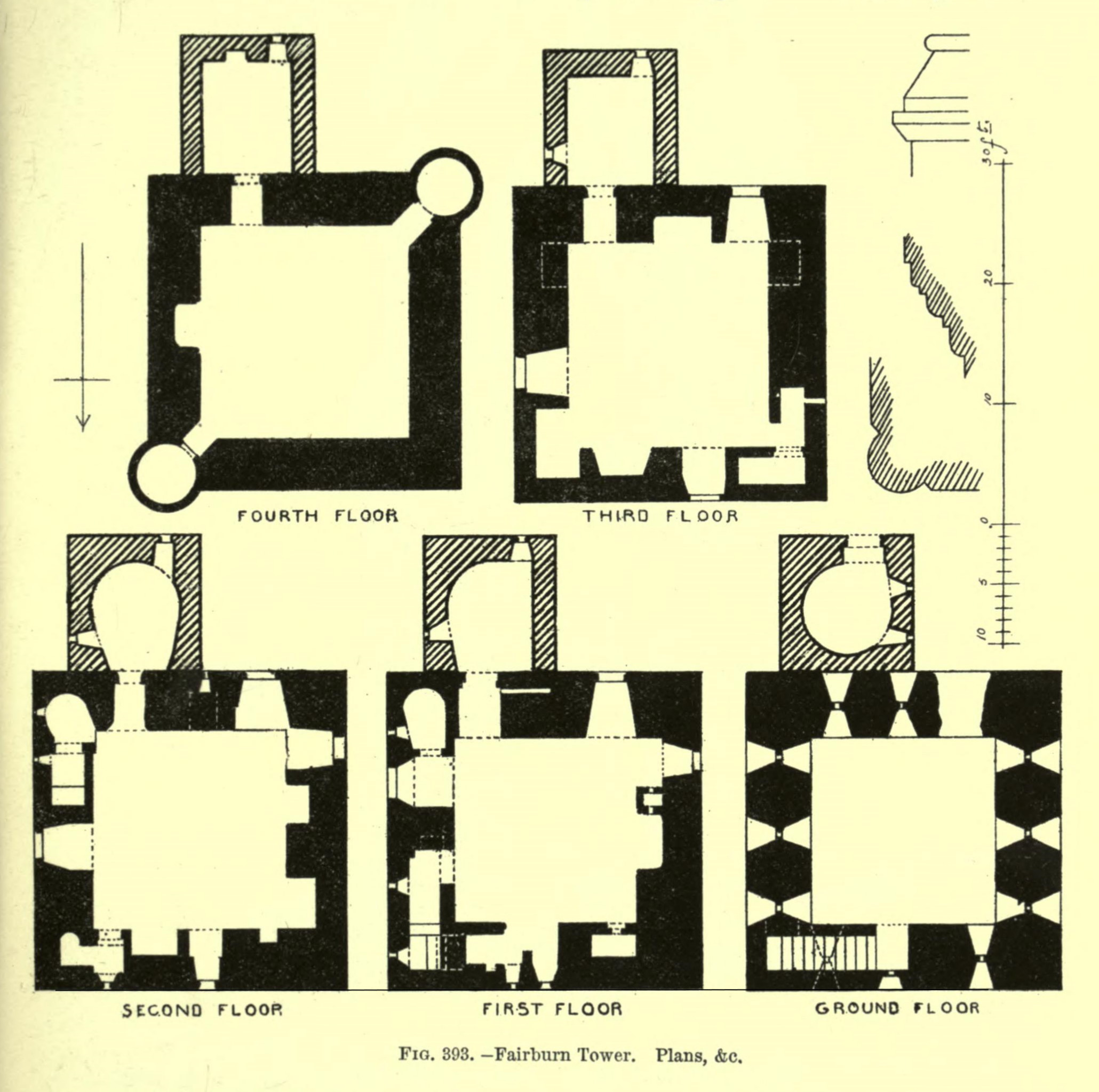
Geschossplan
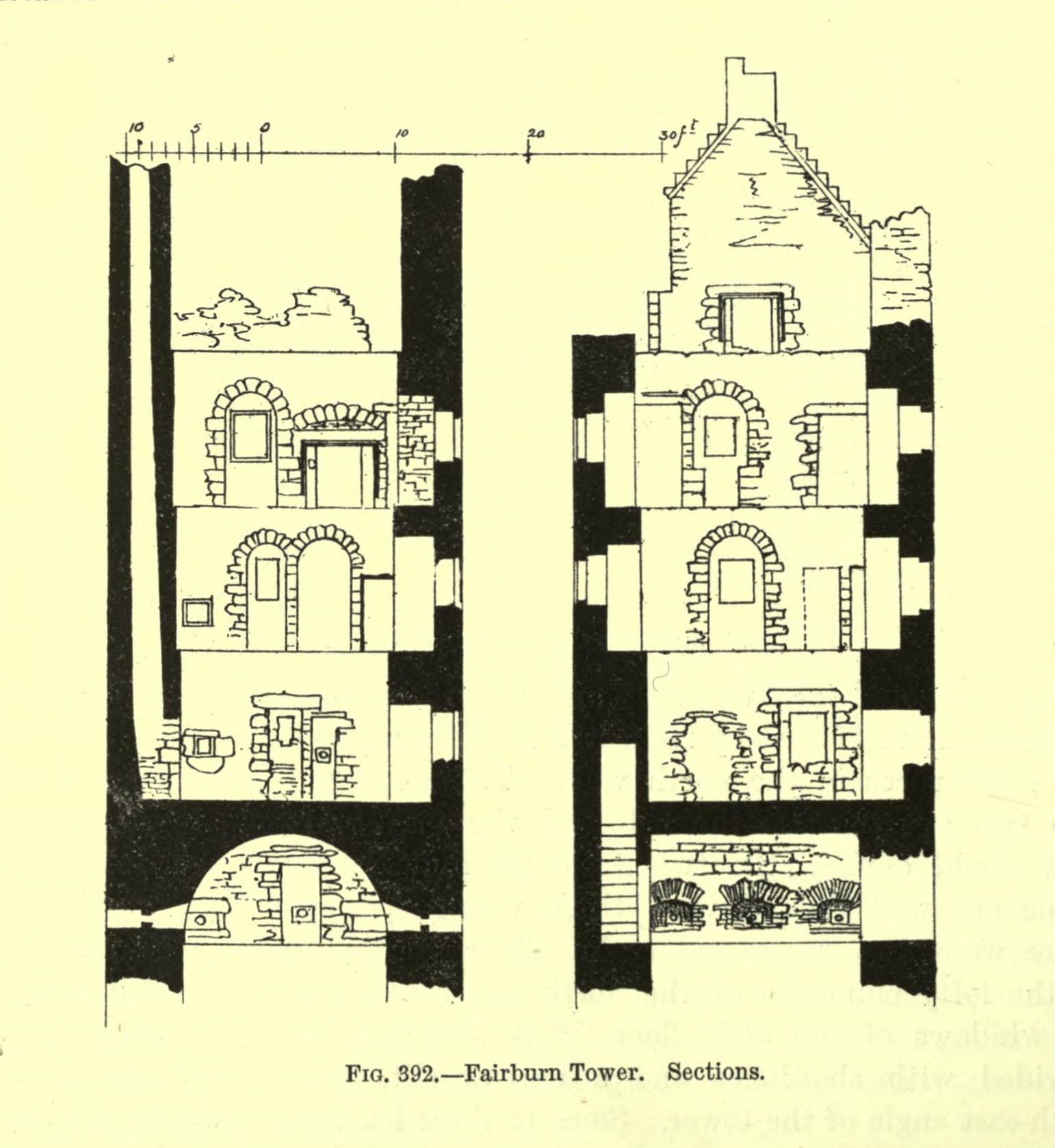
Aufbau
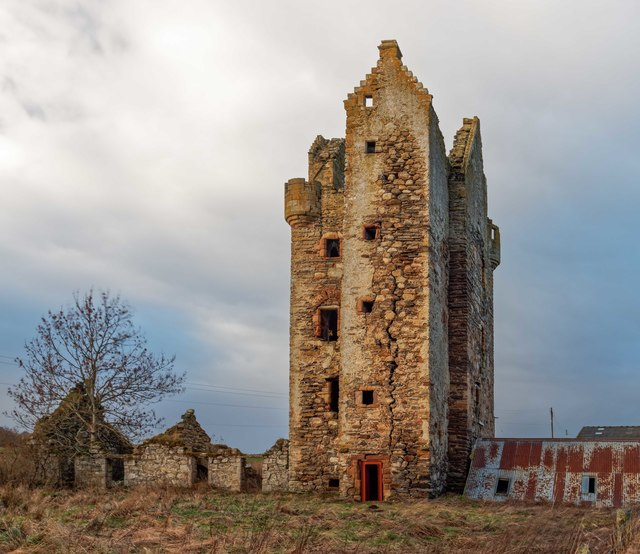
Blick von Süden mit dem Küchenflügel links